# Ekrem Dağ
Ekrem Hayyam Dağ (ur. 5 grudnia 1980 w Mardin) – austriacki piłkarz pochodzenia tureckiego występujący na pozycji pomocnika.

## Kariera klubowa
Ekrem urodził się w Turcji, ale jako dziecko wyemigrował z rodziną do Austrii. Tam rozpoczął treningi w klubie SV Leibnitz. W 1997 roku trafił do juniorskiej ekipy Sturmu Graz. Do jego pierwszej drużyny został włączony w sezonie 2001/2002. W Bundeslidze zadebiutował 19 lutego 2002 roku w przegranym 0:1 meczu z Tirolem Innsbruck. W 2002 roku wywalczył z zespołem wicemistrzostwo Austrii. 7 sierpnia 2002 w wygranym 3:0 pojedynku z Admirą Wacker Mödling Dağ strzelił pierwszego gola w Bundeslidze. W barwach Sturmu rozegrał w sumie 95 ligowych spotkań i zdobył 10 bramek.
W 2005 roku podpisał kontrakt z tureckim Gaziantepsporem. W tureckiej ekstraklasie pierwszy mecz zaliczył 21 sierpnia 2005 roku przeciwko Manisasporowi (2:1). 23 października 2005 roku w zremisowanym 1:1 pojedynku z Rizesporem zdobył pierwszą bramkę w lidze tureckiej. W Gaziantepsporze grał przez trzy lata. Łącznie zagrał tam w 82 meczach i strzelił 7 goli.
W 2008 roku przeszedł do Beşiktaşu JK. W jego barwach zadebiutował 1 września 2008 roku w wygranym 2:0 meczu z Konyasporem. W 2009 roku zdobył z klubem mistrzostwo Turcji i Puchar Turcji. Po to drugie trofeum sięgnął z zespołem także w 2011 roku. W 2012 roku wrócił do Gaziantepsporu. Tym razem jego barwy reprezentował przez dwa lata, a w 2014 roku odszedł do drugoligowego Şanlıurfasporu.

## Kariera reprezentacyjna
W reprezentacji Austrii Ekrem zadebiutował 3 marca 2010 roku w wygranym 2:1 towarzyskim meczu z Danią.